# 北見市立高栄中学校
北見市立高栄中学校（きたみしりつこうえいちゅうがっこう）は、北海道北見市にある公立の中学校である。

## 沿革
- 1976年7月7日 - 市議会において北見市立高栄中学校設置を議決
- 1977年4月6日 - 開校式挙行
- 1977年5月15日 - 北見市立高栄中学校PTA設立
- 1977年11月1日 - 校章制定
- 1978年1月26日 - 校歌制定
- 1978年5月8日 - 1979年度北見市研究指定校
- 1980年11月20日 - 指定研究公開研究会実施
- 1981年12月15日 - 校舎2期工事完了
- 1982年2月13日 - 開校5周年・校舎完成記念式典挙行
- 1983年1月14日 - 第2美術室設置
- 1984年5月19日 - 特別活動管内教育研究大会開催
- 1984年12月2日 - 玄関ひさしに校章設置
- 1986年3月8日 - PTA広報誌「しらかば」全道優秀賞
- 1986年12月16日 - 開校10周年・屋体増築記念式典挙行
- 1987年10月23日 - 全道技術家庭科研究会（授業会場）開催
- 1994年8月19日 - PTA広報誌「しらかば」全国入賞
- 1996年11月16日 - 開校20周年記念式典・祝賀会挙行
- 2000年12月6日 - コンピュータ室完成
- 2003年8月29日 - PTA広報誌「しらかば」全国入賞
- 2004年9月16日 - 全道特別支援教育研究大会授業公開
- 2006年11月11日 - 開校30周年記念式典挙行
- 2007年4月6日 - 少人数学級実践研究事業（1年生35人学級）
- 2008年1月21日 - PTA広報誌コンクール表彰式（全道優秀賞受賞）
- 2008年9月16日 - 「安心・安全な地域づくりの会」設立総会
- 2009年3月10日 - PTA広報誌コンクール表彰式（全道奨励賞受賞）
- 2009年3月22日 - オープンスクール実施
- 2010年3月10日 - PTA広報誌コンクール表彰式（全道公立学校教頭会賞受賞）
- 2010年7月22日 - オープンスクール実施
- 2011年3月10日 - PTA広報紙コンクール「審査員特別賞　北海道新聞社」受賞
- 2012年3月9日 - PTA広報紙コンクール「北海道中学校校長会賞」受賞
- 2013年3月8日 - PTA広報紙コンクール「北海道中学校校長会賞」受賞
- 2013年6月19日 - スクールカウンセラー定期訪問開始
- 2014年3月7日 - PTA広報紙コンクール「北海道公立中学校教頭会賞」受賞
- 2015年3月6日 - PTA広報誌コンクール「審査員特別賞・北海道新聞社賞」受賞
- 2016年3月10日 - PTA広報誌コンクール「北海道新聞社賞」受賞
- 2016年11月19日 - 開校40周年記念式典挙行
- 2017年3月10日 - PTA広報誌コンクール「北海道中学校長会賞」受賞
- 2018年7月7日 - 体育館床張替・電動バスケットボール設置工事開始
- 2020年3月10日 - PTA広報誌コンクール「日本教育新聞社賞」受賞